# Championnat de France de hockey sur glace 1949-1950
Saison précédente Saison suivante
La saison 1949-1950 est la 29e saison du championnat de France de hockey sur glace qui porte le nom de 1re série.

## Résultats

### Championnat de Paris
- 19 février 1950 : Racing - Lions de Paris 6-3

### Championnat des Alpes
| Place | Club            |
| ----- | --------------- |
| 1er   | Chamonix        |
| 2e    | Villard-de-Lans |
| 3e    | Briançon        |

### Finale nationale
Disputée du 3 au 5 mars 1950 à Paris

#### Matchs
- Chamonix - Villard-de-Lans : 5-2 (0-0, 1-1, 4-1)
- Racing - Lions de Paris : 4-4 (2-4, 1-0, 1-0)
- Racing - Villard-de-Lans : 12-1 (5-1, 2-0, 5-0)
- Lions de Paris - Chamonix : 1-1 (0-0, 0-1, 1-0)
- Lions de Paris - Villard-de-Lans : 13-1
- Racing - Chamonix : 5-0 (1-0, 2-0, 2-0)

#### Classement
| Place | Club                  | Points |
| ----- | --------------------- | ------ |
| 1er   | Racing                | 5      |
| 2e    | Lions de Paris (CSGP) | 4      |
| 3e    | Chamonix              | 3      |
| 4e    | Villard-de-Lans       | 0      |

## Bilan
Le Racing Club de France est champion de France pour la première fois.